# Bombus terrestris
Bombus terrestris, mamangava-de-cauda-amarela-clara (no Brasil) ou abelhão (em Portugal) é uma das mais numerosas espécies de mamangaba (abelha) na Europa. A rainha mede por volta de 2,7 cm de comprimento. Tem como característica um abdome branco e estrias amareladas e parece com a mamangava-de-cauda-branca (B. lucorum), uma parente próxima. As rainhas de B. terrestris têm o abdómen branco, como as operárias do tipo B. lucorum. Estas abelhas podem voar em redor das suas colmeias numa distância de cerca de 13 km, apesar de a maioria delas procurar comida apenas num raio de 5 km em torno das suas colmeias.